# Michl Ehbauer

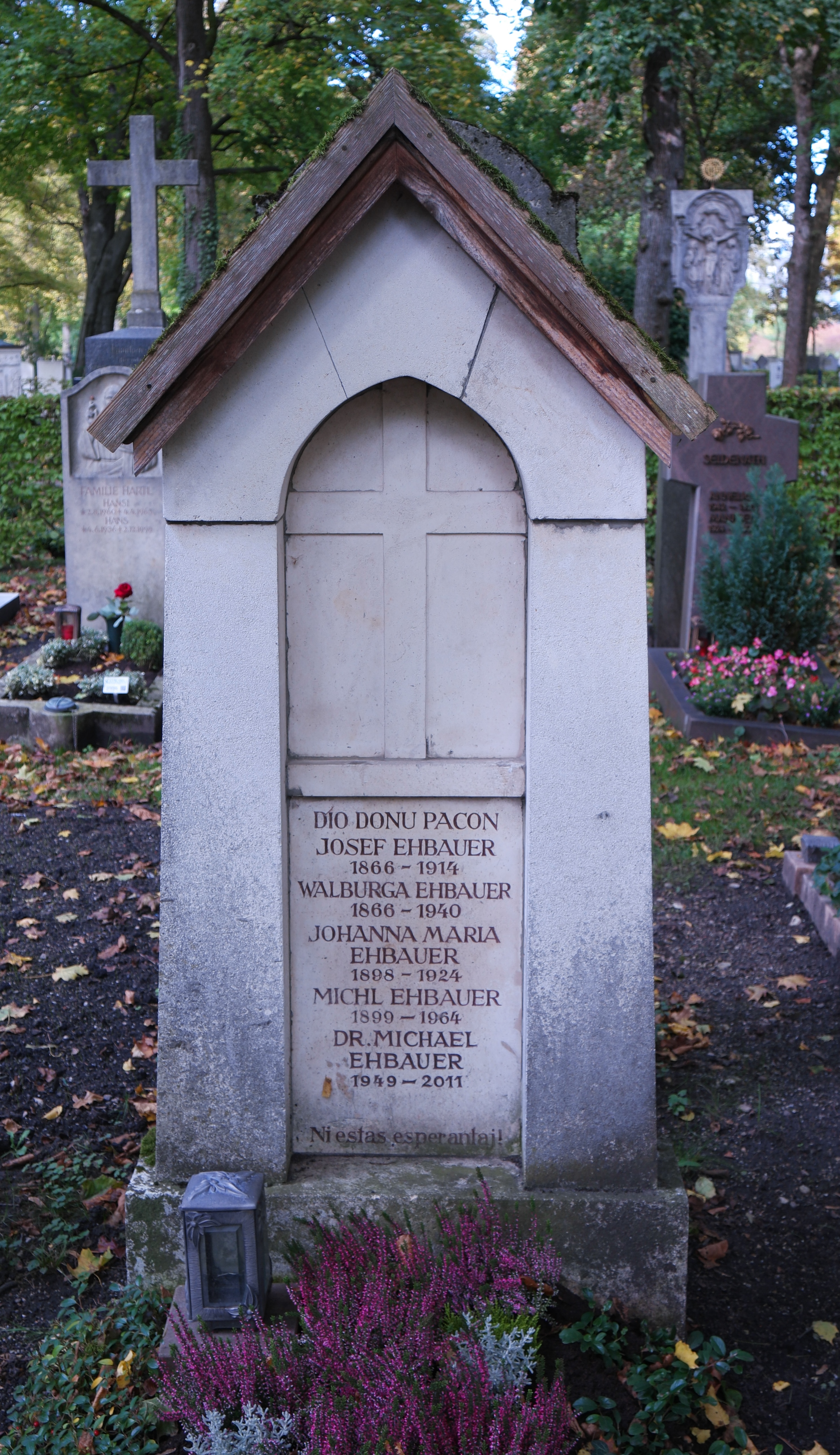
Grab von Michl Ehbauer auf dem Westfriedhof in München

Michl Ehbauer (eigentlich Michael Ehbauer; * 27. August 1899 in Amberg; † 1. Dezember 1964 in München) war ein deutscher Mundartdichter.
Michl Ehbauer wurde im oberpfälzischen Amberg geboren, kam aber als Fünfzehnjähriger nach München und machte zunächst eine Lehre als Maler. Später wurde er Beamter bei der Eisenbahn. 1922 wurde er bei einer Weihnachtsfeier der Münchener Schriftsteller als Gelegenheitsdichter entdeckt. In der Folgezeit wurde er ein begehrter Redner bei Faschings- und Vereinsfeiern und Hochzeiten sowie Gestalter von „bayerischen Abenden“. 1938 wurde er von der Münchener Faschingsgesellschaft Narrhalla zum Münchener Faschingsprinzen gewählt. Auftritte im Platzl mit dem Weiß Ferdl folgten. Nach dem Krieg bildete er mit Karl Peukert das Komikerduo der Frauenturmgeister Xaverius und Ambrosius, die Missstände in München und Bayern kritisch beleuchteten.
Ehbauers literarisches Hauptwerk ist die Baierische Weltgschicht, die die biblische Geschichte der Welt in Versform und bairischer Mundart humoristisch paraphrasiert. Eine erste Fassung Die bayerische Weltgschicht. Erstes Trumm: Das Alte bayerische Testament brachte Ehbauer bereits 1922 im Selbstverlag heraus. Die endgültige Fassung erschien in den Jahren 1925, 1929 und 1956 in drei Bänden. Zu seinen weiteren Werken zählen Der Faust in der Krachledern (Der bayerische Faust) sowie eine Biographie des Münchener Oberbürgermeisters Thomas Wimmer.
Michl Ehbauers Sohn, der Arzt Michael Ehbauer (1949–2011), verfasste eine Fortsetzung der Baierischen Weltgschicht seines Vaters unter dem Titel: Baierische Weltgeschichte. Letztes Trumm. Wia unser Herr Jesus glebt hat.

## Veröffentlichungen
- Baierische Weltgschicht, Süddeutscher Verlag, München 1952/1974, ISBN 3-7991-5807-3.